# Mandarin Airlines
Mandarin Airlines (華信航空), (Hanyu pinyin: Huáxìn Hángkōng) is een regionale en lokale luchtvaartmaatschappij in Taiwan. Het is een dochterbedrijf van China Airlines. Evenals de moedermaatschappij heeft het de thuisbasis op Internationale luchthaven Taiwan Taoyuan in Taipei.

## Luchtvaartcodes voor Mandarin Airlines
- IATA-code: AE
- ICAO-code: MDA
- Callsign: Mandarin

## Geschiedenis
Mandarin Airlines werd opgericht op 1 juni 1991 en was oorspronkelijk een joint venture tussen China Airlines (66%) en de Ontwikkelingsmaatschappij "Kuo" (33%). Op 16 oktober 1991 begon Mandarin Airlines met de vluchten met een rechtstreekse vlucht tussen Taipei en Sydney in Australië. De volgende stap was een directe vlucht naar Vancouver in Canada op 7 december 1991. Hiermee werd Mandarin Airlines Taiwans eerste luchtvaartmaatschappij die een directe vlucht uitvoerde naar Australië en Canada. De ontwikkelingsmaatschappij trok zich in 1992 terug uit de joint venture, waarna de maatschappij voor het overgrote deel eigendom werd van China Airlines (90,05%).
Op 8 augustus 1999 fuseerde Mandarin Airlines met Formosa Airlines onder de merknaam "Mandarin". Mandarin nam het binnenlands routenetwerk over van Formosa. De vloot en de meeste internationale vluchten gingen over naar China Airlines.
Begin 2000 kocht de luchtvaartmaatschappij vijf Dornier 228 van Uni Air voor vluchten naar buitenliggende routes (de eilanden voor de kust van Taiwan, plus Quemoy en Matsu). Deze vliegtuigen werden in 2005 verkocht aan Daily Air die de openbare aanbesteding won voor deze verlieslijdende lijnen. 

## Incidenten en ongelukken
- Mandarin Airlines-vlucht 642 vloog van de voormalige Internationale Luchthaven Don Mueang in Bangkok (Thailand) naar de Internationale luchthaven Hongkong in Hongkong waarbij het toestel verongelukte. Drie passagiers kwamen daarbij om het leven.

- In 2005 viel ontijzingsapparatuur van de propeller van een Fokker 50 en sloeg een ruit nabij rij 2A kapot. Dit incident vond plaats tijdens een vlucht van Taipei naar Hengchun. De piloot kon een noodlanding uitvoeren op het vliegveld van Kaohsiung. Er raakte niemand gewond, maar enkele passagiers klaagden dat regen en wind het toestel waren binnendrongen.

## Diensten
Mandarin Airlines voerde in juli 2007 lijnvluchten uit naar:
- Binnenlandse vluchten: Hengchun, Hualien, Kaohsiung, Kinmen, Táijhong, Taipei.
- Internationale vluchten: Cebu, Hongkong, Yangon.
- Voor China Airlines voert het ook de vlucht Taipei-Kaohsiung uit als internationale verbindingsvlucht.

## Vloot
De vloot van Mandarin Airlines bestond in september 2007 uit:
- 2 Boeing 737-800
- 6 Fokker 100
- 2 Fokker 50
- 3 Embraer ERJ 190